# Spilopimpla flaviceps
Spilopimpla flaviceps är en stekelart som först beskrevs av Cameron 1906.  Spilopimpla flaviceps ingår i släktet Spilopimpla och familjen brokparasitsteklar. Inga underarter finns listade i Catalogue of Life.